# حوضه بسته

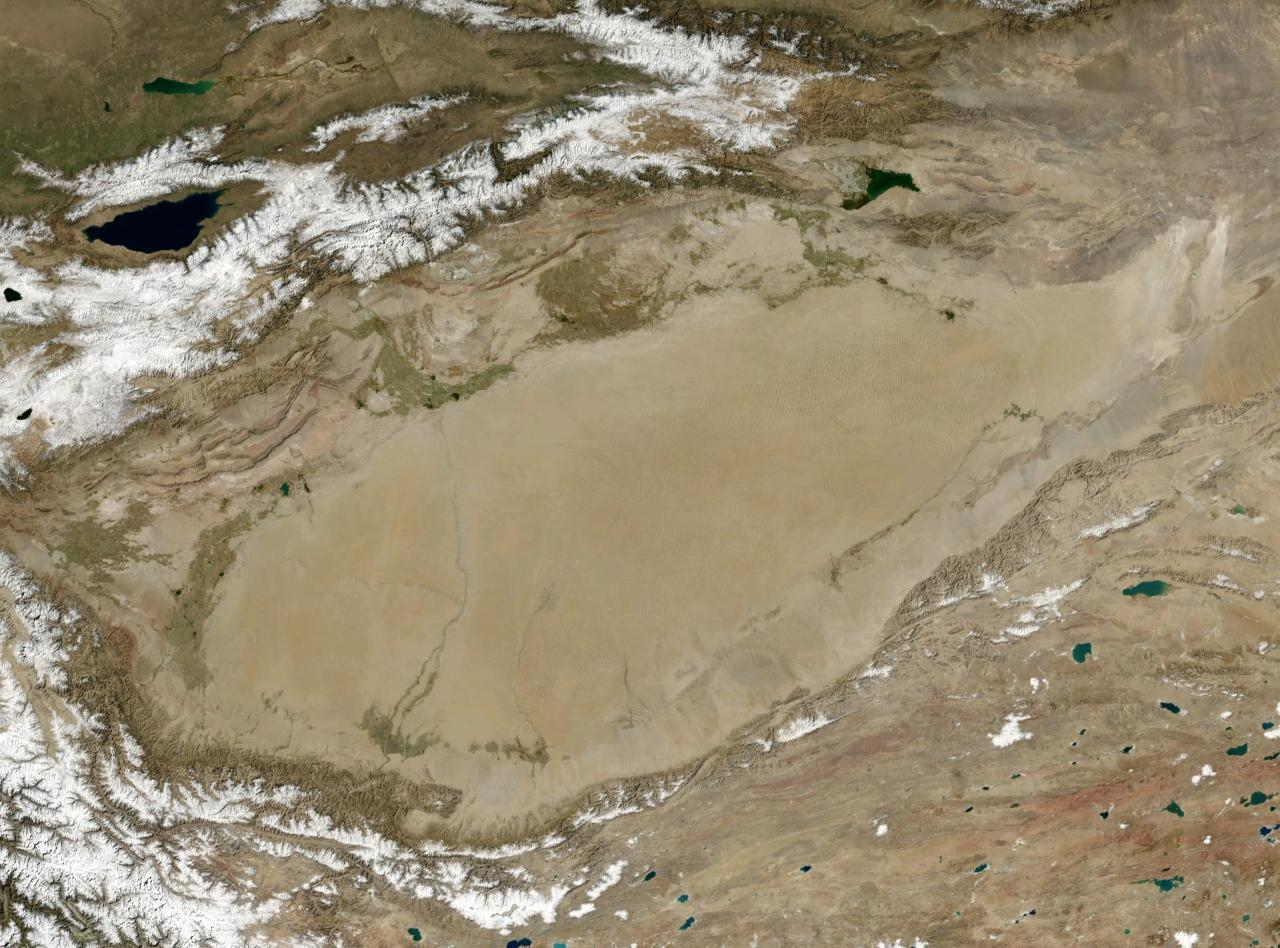
حوضهٔ آبریز تاریم در ترکستان شرقی.

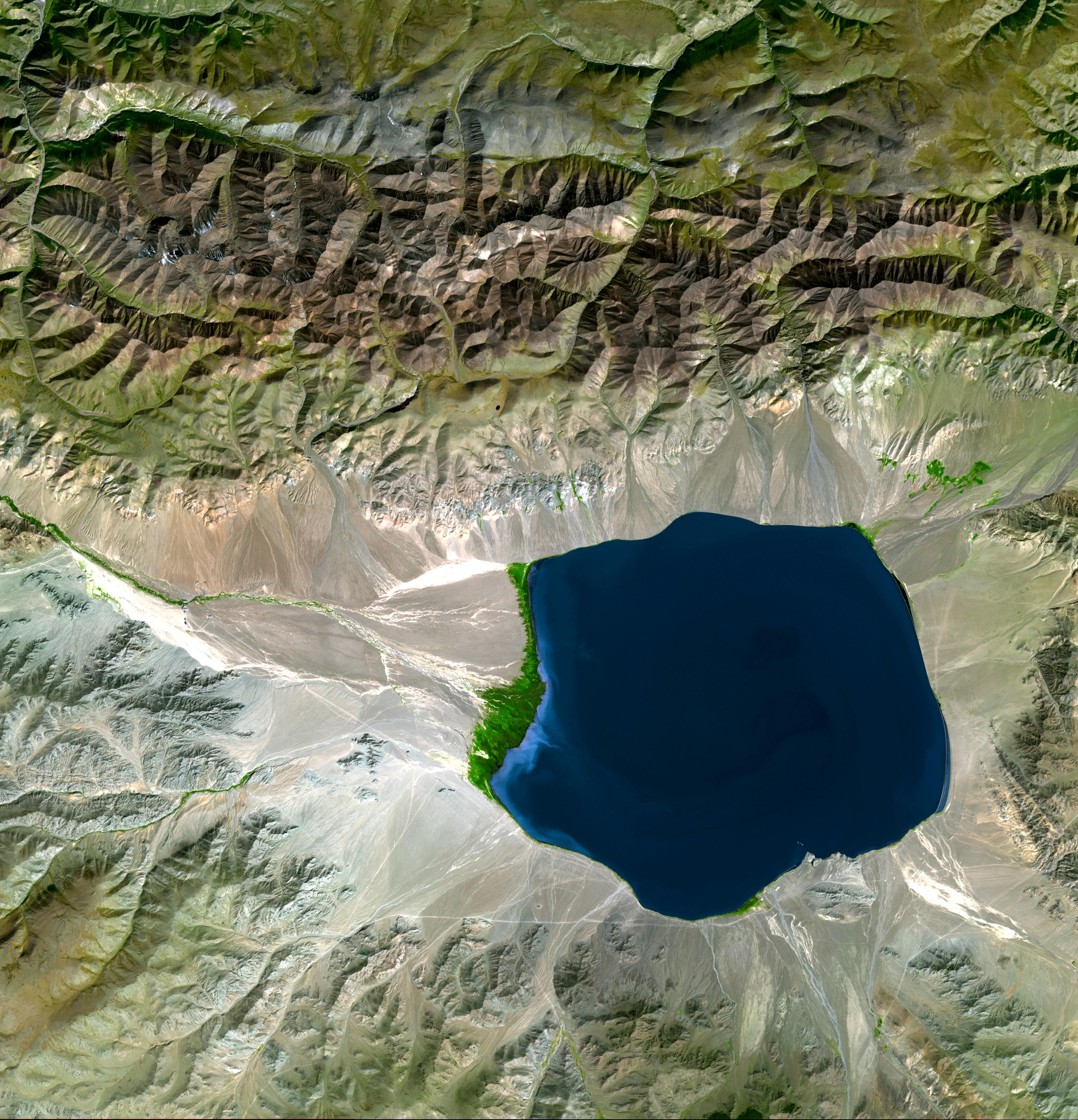
یک حوضهٔ بسته در مغولستان.

حوضهٔ بسته یا حوضه درون‌ریز گونه‌ای از حوضه آبریز است که در آن نقطه تمرکز در داخل حوضه قرار دارد و همهٔ رواناب حاصل از بارندگی در حوضه، درون آن جمع می‌شود و از حوضه بیرون نمی‌رود.
برای نمونه، حوضهٔ آبریز دریاچهٔ ارومیه یک حوضهٔ بسته‌است که همهٔ رواناب ناشی از بارندگی در آن، وارد دریاچهٔ ارومیه می‌شود. حوضه‌های آبریز گاوخونی و دریاچه نمک نیز از دیگر حوضه‌های بسته ایران هستند.

## چاله‌ها

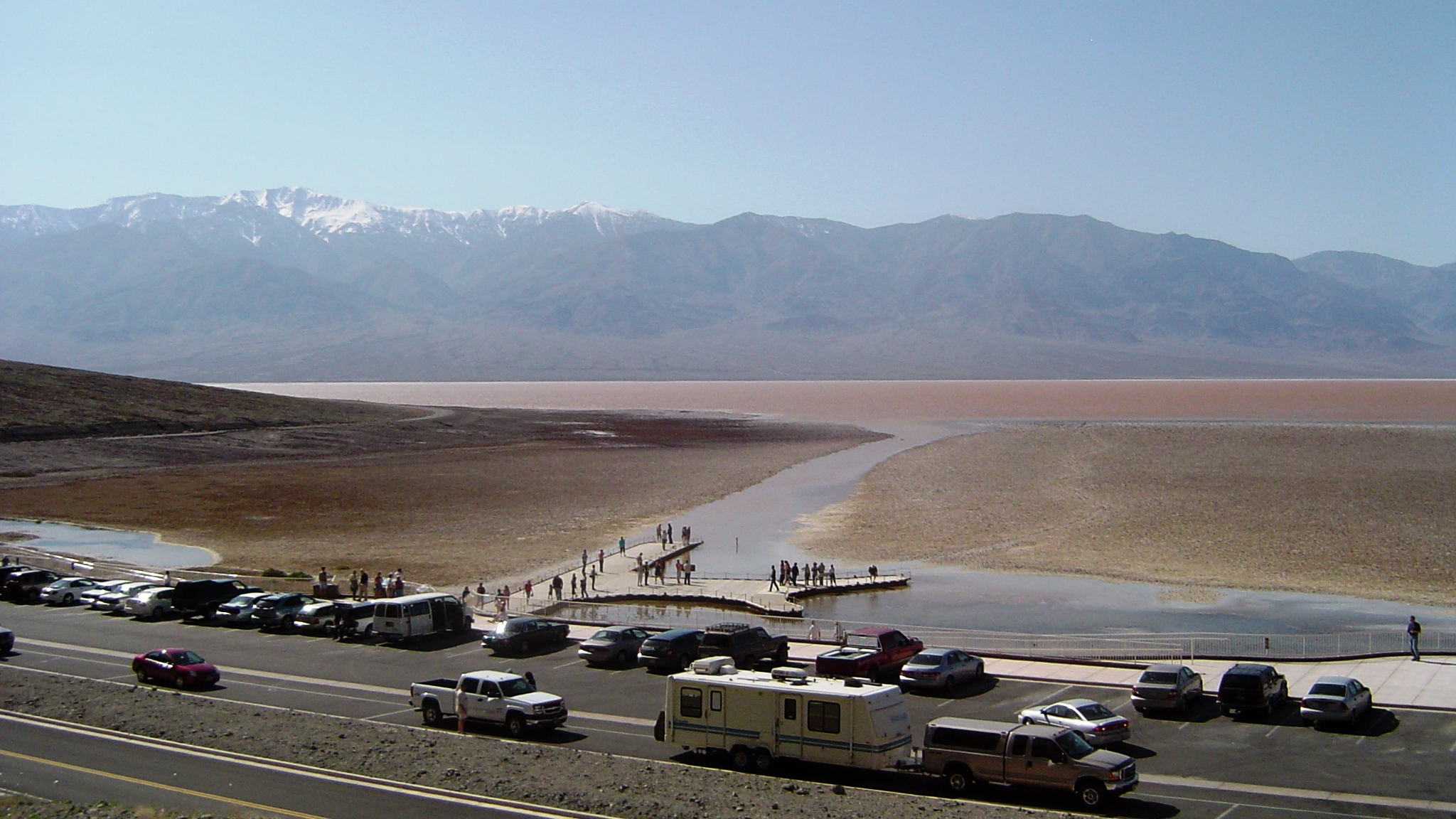
دره مرگ در بهار ۲۰۰۵. دریاچه فصلی بدواتر در حوضه سیلابی بدواتر

چاله (انگلیسی: Sink) در جغرافیا به گودال‌ها یا فرورفتگی‌های واقع در یک حوضه بسته گفته می‌شود که آب را بدون داشتن یک جریان خروجی مشخص گردآوری می‌کنند. آب‌های جمع‌آوری‌شده به جای تخلیه از راه برون‌شارش از راه‌هایی مانند تبخیر یا نفوذ به آب‌های زیرزمینی یا آبخوان از چاله خارج می‌شوند. اگر چاله از نوع کارستی باشد، آب نسبت به تبخیر سطحی در اعماق بیشتری نفوذ می‌کند و برعکس اگر بستر دریاچه یا چاله با لایه‌ای از خاک نفوذناپذیر پوشیده شده که مانع نفوذ آب باشد، آنگاه بخش اعظم آب چاله از راه تبخیر از دست می‌رود. از آنجا که دریاچه‌های خشک در چاله‌های دارای لایه سخت، نفوذپذیری اندکی دارند، نسبت به بسترهای دارای نفوذپذیری مناسب، جهت خروج آب به گرما و خشکی بیشتری نیاز دارند.
بسته به مقدار خروج آب، بارندگی و درون‌شارش (مانند چشمه، آبراهه یا جریان‌های سیلابی) شکل پدیدآمده در چاله ممکن است یکی از انواع دریاچه دائمی یا متناوب، پلایا (دارای آب موقتی) یا دریاچه فصلی باشد.

### فهرست چاله‌های جغرافیایی
- چاله مدیترانه در هنگام بحران شوری مسینین
- دریای سرخ در هنگام بسته‌شدن توسط آتشفشان پریم